# Los tres mosqueteros (película de 1969)
Los tres mosqueteros (The Three Musketeers) es un telefilme de 1969. Nunca fue editado en VHS o DVD. La película está basada en la novela Los tres mosqueteros de Alexandre Dumas. Esta versión tiene a Kenneth Welsh interpretando a d'Artagnan, y a Powys Thomas, James Blendick y Colin Fox interpretando a los tres mosqueteros. Christopher Walken aparece en una de sus primeras películas interpretando a Felton.

## Reparto
- Colin Fox como Aramis.
- Powys Thomas como Athos.
- Kenneth Welsh como d'Artagnan.
- James Blendick como Porthos.
- Leo Ciceri como Cardenal Richelieu.
- Martha Henry como Lady Sabine DeWinter.
- Christopher Walken como John Felton.
- Eric Donkin como el rey Luis XIV de Francia.